# Pont de Heidingsfeld
Le pont de Heidingsfeld est un pont routier de Wurtzbourg, dans le quartier de Heidingsfeld, supportant la Bundesautobahn 3.
La structure se trouve à un maximum de 50 m au-dessus du fond de la vallée et s'étend sur une vallée au sud de Wurtzbourg entre le Nonnenberg et le Katzenberg avec la ligne de Stuttgart à Wurtzbourg et la Stuttgarter Straße. Dans le cadre de l'expansion à six voies de l'autoroute, le pont d'origine de 1963 fut remplacé par un nouveau bâtiment plus bas.

## Pont de 1963
Le viaduc fut construit entre 1961 et 1963 avec une superstructure commune pour la chaussée à deux voies en direction de Nuremberg et la chaussée à trois voies en direction de Francfort-sur-le-Main. En plan, elle avait un rayon de 1 700 m. Le démantèlement a lieu en 2018.
Les culées et une partie des piliers avaient des fondations peu profondes. Quatre paires de piles avaient une fondation profonde avec des pieux battus. Les supports avaient une hauteur maximale de 60 m et étaient disposés transversalement à un entraxe de 23 m. Les profilés creux en béton armé des piliers étaient reliés entre eux en tête par des traverses.
La superstructure du pont composite en acier se composait de deux poutres à parois pleines dans le sens longitudinal à une distance de 23 m avec une hauteur de 5 m à l'extrémité du pont et de 6 m au milieu du pont. La construction en acier soudé fut reliée de manière résistante au cisaillement à la dalle de chaussée en béton armé par des traverses disposées tous les 2 m. Les portées du pont à neuf travées étaient de 64,4 m, 80 m, 64 m m et 64,4 m, soit une portée totale de 664,4 m.
Lors de la construction de la dalle de chaussée en 1963, un pieu de la superstructure se rompt, provoquant un affaissement de 0,8 m par endroits et un déplacement de 0,13 m dans le sens longitudinal. Il n'y eut pas de blessés.

## Pont de 2020
Un nouveau viaduc est nécessaire dans le cadre du réacheminement de la Bundesautobahn 3 dans la zone urbaine de Wurtzbourg. C'est au nord de l'ancien bâtiment et environ 10 m plus bas. La conception du pont autoroutier fut déterminée lors d'un concours de conception qui n'a pas eu de gagnant. Une combinaison des deux deuxièmes places est mise en œuvre, avec un espacement croissant des colonnes et des piliers élancés ainsi qu'une superstructure en acier composite. Il y a des murs anti-bruit transparents de 6 m de haut des deux côtés.
En avril 2014, le contrat de démolition et de reconstruction du pont est attribué. La valeur de la commande, TVA comprise, est d'environ 71 millions d'euros. La valeur totale de la commande initialement estimée est de 66 millions d'euros. Les travaux sur le site débutent à l'été 2014 et s'achevèvent fin 2020. La nouvelle structure du pont est construite en deux phases de construction. Premièrement, la superstructure nord de la chaussée de Francfort est érigée et ouverte à la circulation le 1er mars 2018. Puis le vieux pont est démoli. Enfin, la structure sud est érigée.
Les superstructures de 635 m de long sont courbes en plan et sont constituées de poutres-caissons en acier unicellulaires avec une dalle de chaussée interconnectée en béton armé, qui est soutenue à l'extérieur de la poutre-caisson par des consoles disposées de part et d'autre. Les dalles de chaussée sont réalisées au-dessus des consoles avec des éléments préfabriqués et des compléments en béton coulé sur place. Ils mesurent respectivement 22,28 m et 20,28 m de large. Les ponts à tablier enjambent le fond de la vallée à une hauteur maximale de 10 m avec sept ouvertures et des portées de 53 m, 80 m, 92 m, 100 m, 108 m, 120 m et 82 m. La hauteur de construction des caissons est de 4,60 m. Les piles sont fondées sur de grands pieux forés jusqu'à 60 m de long avec un diamètre de 1,2 m et 1,5 m. La superstructure est assemblée selon la méthode de lancement incrémental en six cycles avec des longueurs de cycle comprises entre 60 m et 125 m. Les segments individuels furent livrés par camion avec des longueurs de 20 m à 32 m et assemblés dans la cave à cycles derrière la culée ouest.

## Source
- (de) Cet article est partiellement ou en totalité issu de l’article de Wikipédia en allemand intitulé « Talbrücke Heidingsfeld » (voir la liste des auteurs).